# Eupithecia spilocyma
Eupithecia spilocyma là một loài bướm đêm trong họ Geometridae.